# نیوبکرلند
نیوبکرلند (به هلندی: Nieuw-Beijerland) یک منطقهٔ مسکونی در هلند است که در کورن‌دیک واقع شده‌است. نیوبکرلند ۳٬۲۰۰ نفر جمعیت دارد.